# Хоринь
Хоринь (пол. Choryń, нім. Horndorf) — село в Польщі, у гміні Косцян Косцянського повіту Великопольського воєводства.
Населення — 418 осіб (2011).
У 1975-1998 роках село належало до Лешненського воєводства.

## Демографія
Демографічна структура станом на 31 березня 2011 року:
|          | Загалом | Допрацездатний вік | Працездатний вік | Постпрацездатний вік |
| -------- | ------- | ------------------ | ---------------- | -------------------- |
| Чоловіки | 204     | 46                 | 146              | 12                   |
| Жінки    | 214     | 36                 | 135              | 43                   |
| Разом    | 418     | 82                 | 281              | 55                   |